# Bremerhaven Hauptbahnhof
Bremerhaven Hauptbahnhof is het centraal station van de Duitse stad Bremerhaven, in de deelstaat Bremen. Het stationsgebouw heeft vanaf 2012 een monumentale status gekregen.

## Locatie en indeling
Het centraal station van Bremerhaven bevindt zich ongeveer 2 km ten zuidoosten van het centrum en is als doorgangsstation gebouwd. Het verving in 1914 het oude Geestemünder Bahnhof uit 1862, welke zich aan de huidige Klußmannstraße bevond. Het station ligt aan de spoorlijn Wunstorf - Bremerhaven.
Het centraal station heeft vier perronsporen, die aan beide zijde zijn omgeven door goederensporen. Een renovatie van het stationsgebouw en de vernieuwing van de perrons en stationsoverkapping, inclusief de bouw van liften werd in 2008 gepland en eind 2009 werd met de werkzaamheden begonnen. Hiervoor investeerde de Deutsche Bahn, de deelstaat Bremen en de stad Bremerhaven €8,2 miljoen in het station. Door extra kosten kon de stationshal niet worden gerenoveerd. Door een extra bijdrage door de Deutsche Bahn van €800.000 en €600.000 door de stad Bremerhaven kon de renovatie van de stationshal doorgaan. In de herfst van 2011 werd het nieuwe centraal station feestelijk aan de Bremerhavense bevolking overgedragen.

## Verbindingen
In het treinverkeer wordt het station door DB Regio in een uursfrequentie bedient door Regional-Expresstreinen vanaf Bremen, deze rijden na Bremen afwisselend naar Hannover en Osnabrück. In de dienstregeling van 2011 werd de Regionalbahntreinen naar Bremen vervangen door Regio-S-Bahntreinen naar Station Twistringen. Deze trein van NordWestBahn rijdt in een uursfrequentie, versterkt met spitstreinen. Naar Cuxhaven en Buxtehude rijden dieseltreinen van de EVB, welke ook in een uursfrequentie rijdt.
In het verleden was Bremerhaven ook een bestemming voor langeafstandstreinen. Tevens stopte er tot 1982 ook trams van lijn 2 op het station. Tegenwoordig wordt het station bedient door diverse lijnen van BremerhavenBus.

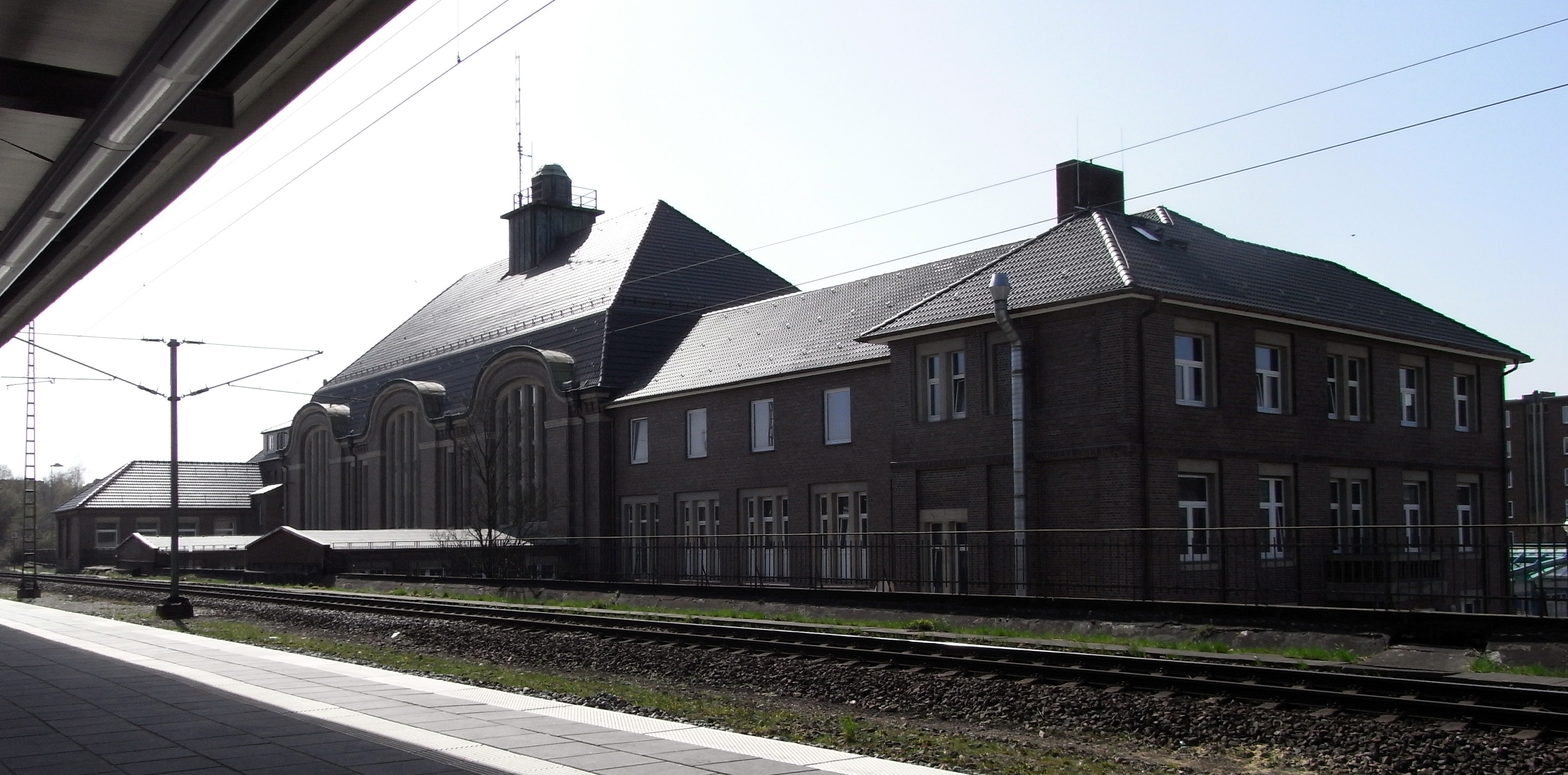
Achterzijde van het stationsgebouw (2011)
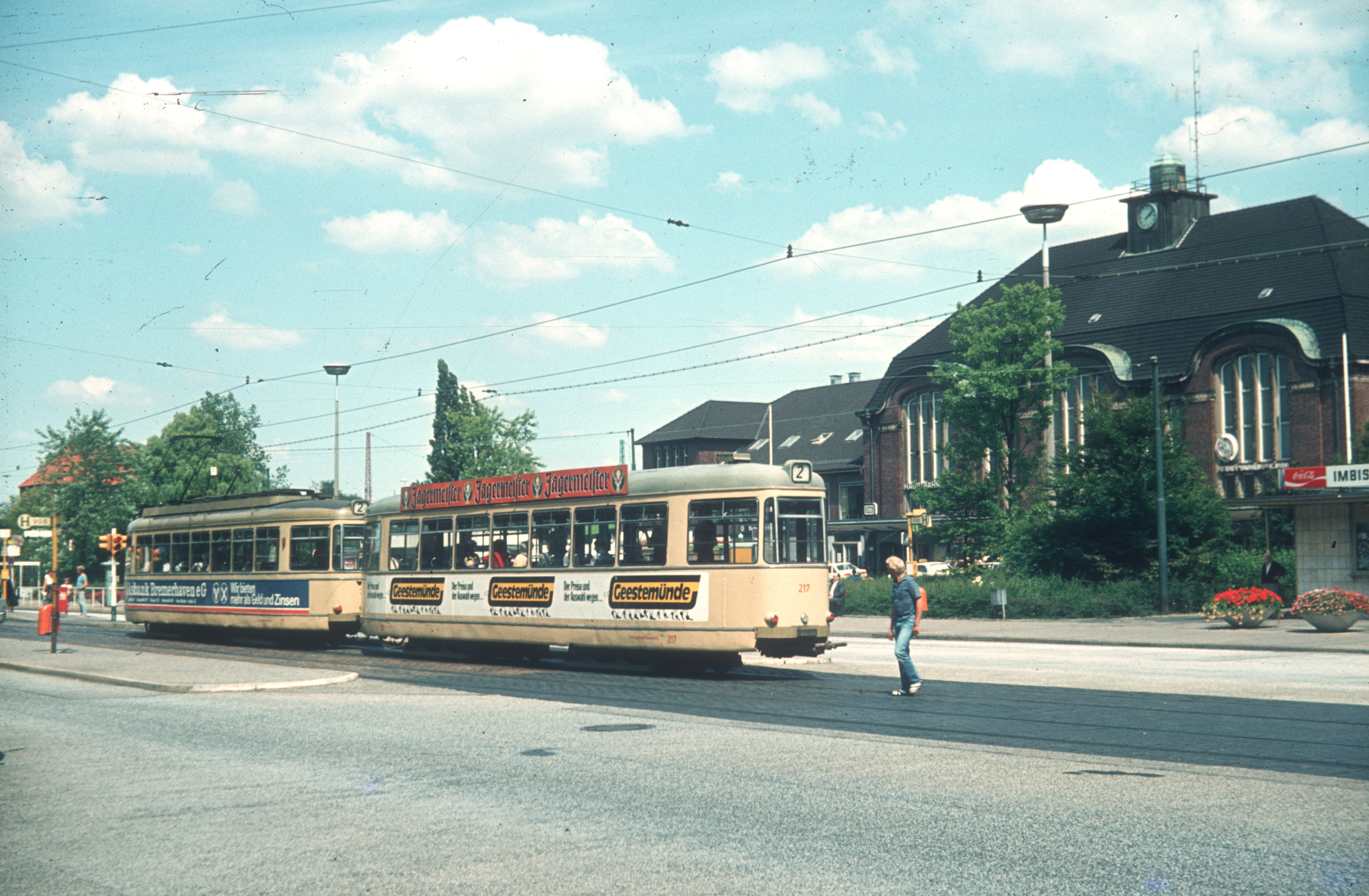
Tram voor het centraal station (1982)

### Treinseries
De volgende treinseries doen station Bremerhaven Hbf aan:
| Serie | Treinsoort                       | Route                                                                                              | Bijzonderheden                                              |
| ----- | -------------------------------- | -------------------------------------------------------------------------------------------------- | ----------------------------------------------------------- |
| RE 8  | Regional-Express (DB Regio Nord) | Bremerhaven-Lehe – Bremerhaven Hbf – Bremen Hbf – Verden (Aller) – Nienburg (Weser) – Hannover Hbf | Rijdt eenmaal per twee uur                                  |
| RE 9  | Regional-Express (DB Regio Nord) | (Bremerhaven-Lehe – Bremerhaven Hbf – ) Bremen Hbf – Diepholz – Osnabrück Hbf                      | Rijdt 1x per twee uur tussen Bremerhaven-Lehe en Bremen Hbf |
| RB 33 | Regionalbahn (EVB)               | Buxtehude – Bremervörde – Bremerhaven Hbf – Bremerhaven-Lehe – Cuxhaven                            |                                                             |
| S2    | Regio-S-Bahn (NordWestBahn)      | Bremerhaven-Lehe – Bremerhaven Hbf – Osterholz-Scharmbeck – Bremen Hbf – Twistringen               | Versterkingstreinen tijdens de spits                        |